# همه چراغ‌های کوچک
«تمام چراغ‌های کوچک» آلبومی از پسنجر است که در سال ۲۰۱۲ میلادی منتشر شد.
این آلبوم در چارت‌های  در رتبه اول  و در چارت‌های هلند، استرالیا، دانمارک، اتریش، فلاندرز، آلمان، سوئیس، نیوزلند، نروژ جزو ده آلبوم اول قرار گرفت.